# グリーンブック (映画)
『グリーンブック』（Green Book）は、2018年のアメリカ合衆国の伝記ヒューマン映画。ジャマイカ系アメリカ人のクラシック及びジャズピアニストであるドン"ドクター"シャーリーと、シャーリーの運転手兼ボディガードを務めたイタリア系アメリカ人のバウンサー、トニー・ヴァレロンガによって1962年に実際に行われたアメリカ最南部を回るコンサートツアーにインスパイアされた作品である。
監督はピーター・ファレリー。主演はヴィゴ・モーテンセン。共演はマハーシャラ・アリ、リンダ・カーデリーニら。第91回アカデミー賞では作品賞・助演男優賞など3部門を受賞した。一方で人種の描き方とシャーリーの描写や製作側に白人ばかりが起用された点などについては映画評論家やマハーシャラ・アリの演じたドン・シャーリーの親族などから批判も寄せられ、アカデミー賞の受賞は物議を醸している。

## 概要
本作は、シャーリーとヴァレロンガに対するインタビューや、劇中にも登場したヴァレロンガの妻宛ての手紙に基づき、監督のファレルや、ヴァレロンガの息子であるニック・ヴァレロンガによって製作された。
題名は、ヴィクター・H・グリーンによって書かれたアフリカ系アメリカ人旅行者のための20世紀半ばのガイドブック「黒人ドライバーのためのグリーン・ブック」にちなんで付けられている。
本作は、2018年9月11日にトロント国際映画祭で世界初公開され、観客賞を受賞した。2か月後の2018年11月16日、ユニバーサル・ピクチャーズからアメリカ合衆国で劇場公開され、世界中での興行収入は2億4200万ドル以上である。2018年のナショナル・ボード・オブ・レビュー賞で作品賞を受賞、また、AFIによって2018年の映画トップ10の1つに選ばれた。 他にも数々の賞を受賞したこの映画は、アカデミー賞の作品賞、脚本賞および助演男優賞（アリ）を受賞し、また主演男優賞（モーテンセン）、編集賞にノミネートされた。全米製作者組合賞 劇場映画賞およびゴールデングローブ賞 映画部門 作品賞も受賞し、アリはゴールデングローブ賞の助演男優賞、全米映画俳優組合賞助演男優賞およびBAFTA賞を受賞した。　

## 製作
2017年5月、ヴィゴ・モーテンセンが出演するための交渉が始まった。監督はピーター・ファレリー、脚本はトニー・リップの息子であるニック・ヴァレロンガとファレリー、ブライアン・ヘインズ・カリーが務めている。
同年11月30日、モーテンセンの出演が正式に決定し、マハーシャラ・アリ、リンダ・カーデリーニ、イクバル・セバがキャストに加わった。同週に正式に製作が開始した。2018年1月、セバスティアン・マニスカルコがキャストに加わった。
スコア作曲家のクリス・バワーズは、アリに基本的なピアノ技能を指導した。また、演奏する手のクローズアップが要求されるシーンでは、アリの代役としてピアノを演奏した。

### 音楽
映画のサウンドトラックのために、ファレリーは作曲家であるクリス・バワーズのオリジナル楽曲と、シャーリー自身の楽曲を組み入れた。

## キャスト
※括弧内は日本語吹替声優
- トニー・“リップ”・ヴァレロンガ - ヴィゴ・モーテンセン（大塚芳忠）

ナイトクラブの用心棒。妻と子供二人がいる。イタリア系男性。粗野で無教養だが口は上手く、用心棒だけあり腕っぷしも強い。人種差別の思想の持ち主だったがシャーリーとの触れ合いで考えを変えていく。
- ドクター・ドナルド・シャーリー - マハーシャラ・アリ（諏訪部順一）

アフリカ系アメリカ人のクラシック系ピアニスト。名誉博士号を持つ。同性愛者。
- ドロレス・ヴァレロンガ - リンダ・カーデリーニ（中村千絵）

トニーの妻。トニーが仕事で2ヵ月も離れることを寂しいと思うなど愛情は深い。
- オレグ - ディメター・マリノフ（飛田展男）

ロシア出身のチェロ奏者。
- ジョージ - マイク・ハットン（佐々木啓夫）

ベース担当。
- ルディ - フランク・ヴァレロンガ（石住昭彦）

トニーの親戚。
- キンデル - ブライアン・ステパニック（てらそままさき）

バーニンガムのホテルの支配人。
- ロスクード - ジョー・コーテス（高桑満）

ギャング。
- アミット - イクバル・セバ（英語版）（村治学）

ドンの事務所の使用人。
- ジョニー・ヴェネレ - セバスティアン・マニスカルコ（英語版）（内田岳志）

ドロレスの兄。
- チャーリー - ピーター・ガブ（梅津秀行）

質屋の主人。
- モーガン - トム・ヴァーチュー（大滝寛）
- ボビー・ライデル - ファン・ルイス（田所陽向）

歌手。
- プロデューサー - P・J・バーン（森宮隆）

ドンのレコード会社のプロデューサー。
- アンソニー - ルイ・ヴェネレ（魚建）
- ニコラ - ロドルフォ・ヴァレロンガ（吉富英治）
- フラン - ジェナ・ローレンゾ（田中杏沙）
- ルイ - ドン・ディペッタ（赤坂柾之）
- リン - スハイラ・エル＝アーター（東内マリ子）
- フランキー - ギャビン・ライル・フォーリー（新田早規）
- カーマイン - ポール・スローン（蓮岳大）
- マイキー - クイン・ダフィ（こばたけまさふみ）
- ポーリー - ジョニー・ウィリアムズ（林大地）

トニーと大食い対決をした男。
- ゴーマン - ランダル・ゴンザレス（ボルケーノ太田）
- その他の日本語吹き替え
- 野川雅史/島田岳洋/石原辰己/堀総士郎/藤井隼/ニケライ・ファラナーゼ

## ストーリー
舞台は1962年のアメリカ。ジム・クロウ法の真っただ中、トニー・“リップ”・ヴァレロンガはニューヨーク市のナイトクラブで用心棒をしていた。ある日、彼が働いているナイトクラブ「コパカバーナ」が改装工事のため閉鎖されてしまう。新しい仕事を探している矢先に、アメリカ中西部とディープサウスを回る8週間のコンサートツアーの運転手を探しているアフリカ系アメリカ人のクラシック系ピアニスト、ドン・シャーリーとの面接を紹介される。ドンは、トニーの肉体的な強さや、物怖じしない性格を見込んで彼を雇うことにした。トニーは妻と子供2人の家庭を持っており、親戚も多いため、クリスマス・イブまでに自宅に帰るという約束のもと、ツアーに出発する。ドンのレコードレーベルの担当者は、アフリカ系アメリカ人の旅行者がモーテル、レストラン、給油所を見つけるためのガイドである「グリーンブック」1冊をトニーに提供する。
旅の始まりに早速ドンとトニーは衝突してしまう。ドンはトニーの粗野な性格や行動にうんざりし、彼の行動や言動を直すよう口を酸っぱくして注意するが、トニーはドンの言う「洗練された行動」をとるよう求められることに不快感を覚えていた。しかしツアーが進むにつれて、トニーはドンの類稀なるピアノ演奏の才能に感銘を受ける。ところが、ステージから下りたドンに対する彼の招待主と一般の人々から受ける差別的な扱いに、彼は改めて動揺してしまう。ツアー中にドンが入店したバーで彼が白人男性のグループにリンチされた時には、トニーが彼を救い、ツアーの残りの間、トニーはドンに1人で外出しないように叱責する。
旅の間中、ドンはトニーが妻に手紙を書くのを助けていた。トニーはドンに、離別した兄と連絡を取るように促すが、ドンは自分の職業柄と名声によって兄と離別し、妻とも別れたことを話す。南部ではドンがYMCAのプールで同性愛者の白人男性と出会ったところを警官に咎められたが、トニーはドンの逮捕を防ぐために警官に賄賂を贈り、事なきを得る。ドンはトニーが彼らの逮捕を無かったことにするために警官に「報いた」ことに憤慨した。その後、2人は日没後に黒人が外出していることを違法とされる地区で警官に車を止められる。車から降ろされたトニーは、ドンを侮辱した警官を殴打してしまい、2人は逮捕される。収監されている間に、ドンは彼の弁護士に電話したい旨を警官に伝え、外と連絡を取ることに成功する。だがドンが電話したのは当時の司法長官ロバート・ケネディで、自分たち2人を解放するよう、州知事を通じて警官に圧力をかけて貰うことに成功する。
アラバマ州バーミンガムでのツアーの最終公演の夜、ドンは演奏するために招待されたカントリークラブの、白人専用レストランへの入場を拒否されてしまう。ドンは「このレストランで食事を取る。それが出来ないのなら今夜、演奏はしない」とオーナーに言い放つ。オーナーはトニーに100ドルを提示し「ドンを説得してくれ」と頼むが更に侮辱的な発言をしたためトニーは殴りそうになるも、ドンの言葉で思いとどまる。ドンはトニーに「君が演奏しろというのなら今夜演奏する」というがそれに対してトニーは「こんなクソなところはやめよう」とクラブを後にする。トニーはドンを黒人のためのブラックブルースクラブ「オレンジバード」で夕食をとらせるために連れて行く。ドンの高級な服装は他の客の疑惑と好奇の視線を集めた。2人はそれを無視しカティサークと「今日のスペシャル」を頼むとウエイトレスは白人と黒人の組み合わせを見て「あなた、警官？」と訊くが、トニーは「そんなことあるかい」と答え、ドンが世界一のピアニストであると伝える。すると、ウエイトレスは「言葉より聴かせて」とステージのアップライトピアノを指す。ドンはショパンの練習曲作品25-11を弾き、演奏が終わると客は拍手をもって絶賛し、お店の箱バンドがステージに上がりブルースを奏で始めるとドンも合わせてアドリブを披露する。
トニーとドンはクリスマスイブまでに家に帰ろうと家路を北に急ぐ。途中で彼らは警察官に止められるが、警官は彼らのタイヤのパンクを指摘し助けようとしたのであり、彼らに対して嫌がらせはしなかった。その後、トニーは眠気と戦いながら「モーテルで休ませてくれ」というもドンは「あと少しだ」と励ます。そしてニューヨークに帰って来たとき、車を運転していたのはドンであった。ドンはトニーを自宅前で降ろし帰宅する。執事が「荷物をほどきましょうか？」と訊くと「いや今夜は家に帰れ」と促し、執事は微笑んで「メリークリスマス」と挨拶する。
トニー家では帰宅したトニーに「どんなことがあったか」を皆が訊く。1人が「あのニガーはどうだった？」と言うとトニーは「その言い方はやめろ」と諭し、その姿を見てトニーの妻ドロレスは微笑む。8週間の旅で夫の黒人に対する偏見は減ったのだ。旅立つ前に時計を預けた質屋の夫婦が「トニーの親戚に御呼ばれした」とパーティーを訪ね、一同は歓迎して迎える。そしてドアを閉めようとしたトニーがふと気付きドアを開けるとそこにはシャンパンボトルを持ったドンがいた。トニーは「ようこそ！」と喜んで2人は抱きあう。トニーはダイニングにいる親戚一同に「ドクター・ドン・シャーリーだ」と紹介すると親戚一同は一瞬固まるも「彼の席を作れ！」と歓迎の意を表す。そしてドンとドロレスは紹介し挨拶の抱擁をする。そしてドロレスはドンの耳元で「手紙をありがとう」とお礼を言い、ドンは少し驚き、お互いに見つめあいながら微笑んで、もう一度挨拶の抱擁をする。

## 公開・興行収入
本作は、2018年9月11日のトロント国際映画祭で世界初上映された。本作は、アメリカで2018年11月21日に公開される。
2018年11月16日、本作は全米25館で限定公開され、公開初週末に32万429ドル（1館当たり1万2817ドル）を稼ぎ出し、週末興行収入ランキング初登場22位となった。

## 評価

### 評論家の反応
本作の批評家からの評価は賛否両論であり、アカデミー作品賞を受賞した歴代の作品の中ではかなり評価が低い。Rotten Tomatoesでは362件のレビューに基づき映画批評家が77%の支持評価を下し、また平均評価は10点中7.2点となった。MetacriticのMetascoreは52人の批評家により、100点中69点となった。第91回アカデミー賞の作品賞では同じく有力候補として注目を集めて、批評家から絶賛されていたアルフォンソ・キュアロン監督のメキシコ映画『ROMA/ローマ』と並んでノミネートされ、結果、本作が受賞した。
一方で、本作のアカデミー賞作品賞の受賞に対して、同じく作品賞にノミネートされていた『ブラック・クランズマン』のスパイク・リー監督は不快感を表すコメントを残し、同様に作品賞候補になった『ブラックパンサー』の主演チャドウィック・ボーズマンも、不満をあらわにした。メディアでも批判を主張する人は少なくなく、米紙ロサンゼルス・タイムズのジャスティン・チャン記者は、本作の作品賞を「『クラッシュ』以来最悪のオスカー作品賞」と酷評。『ニューヨーク・タイムズ』のウェスリー・モリスも、映画を「人種和解のファンタジー」と表現し、「黒人と白人の友情が、雇用関係を通じて描かれ、白人キャラクターの人間性が強調される」と批判した。SNSでも苦言が相次いだ。
これらの批判の背景には、主人公であるトニー・リップの役柄が「黒人を差別から救う救済者」として誇張された伝統的すぎるキャラクターだったこと、また、シャーリーの遺族から「この映画が伝説のピアニストと家族の関係について観客に誤解を与えるような解釈をしている」との抗議も受けていたことがあるのでないかと指摘されている。

### ドン・シャーリーの遺族からの批判
本作の脚本家の1人、ニック・ヴァレロンガは本作の主人公・トニー・ヴァレロンガの息子であり、ドン・シャーリーの親族から、本作は一方的な視点から描かれていると批判されている。

ドン・シャーリーの弟、モーリス・シャーリーは、『嘘だらけ』なのでこの映画を見ることを拒否していると述べ、また映画の描写とは違って、ドン・シャーリーは家族や黒人コミュニティと疎遠ではなかったし、間違いなくフライドチキンを食べたことがあると語り、文化的描写にも誤りがあると指摘した。姪のキャロル・シャーリー・キンブルも次のように語った。
「『グリーンブック』の最大の問題は、本来“黒人の物語”であるべき題材を、白人男性の経験を中心に描いていることです。映画のタイトルになっている“黒人ドライバーのためのグリーン・ブック”の実態も、ドン・シャーリーの人物像も、いずれも誤って描かれています。観客がこの映画を楽しめるかどうかよりも先に、まずこの映画がドン・シャーリーの遺産を傷つけていないか、彼の遺族を傷つけていないか、そして黒人コミュニティ全体を傷つけていないかを問うべきです。」「黒人の物語や象徴的人物たちを、トニー・リップのようなレイシスト白人の視点から語ることは、黒人の歴史理解を進めるどころか、白人至上主義を温存するだけです。」

## 受賞
| 賞                 | 日付          | 部門       | 対象                                                           | 結果       | 出典   |
| ------------------ | ------------- | ---------- | -------------------------------------------------------------- | ---------- | ------ |
| トロント国際映画祭 | 2018年9月16日 | 観客賞     | グリーンブック                                                 | 受賞       | [ 25 ] |
| アカデミー賞       | 2019年2月24日 | 作品賞     | グリーンブック                                                 | 受賞       | [ 26 ] |
| アカデミー賞       | 2019年2月24日 | 助演男優賞 | マハーシャラ・アリ                                             | 受賞       | [ 26 ] |
| アカデミー賞       | 2019年2月24日 | 脚本賞     | ニック・ヴァレロンガ、ブライアン・カリー、ピーター・ファレリー | 受賞       | [ 26 ] |
| アカデミー賞       | 2019年2月24日 | 主演男優賞 | ヴィゴ・モーテンセン                                           | ノミネート | [ 26 ] |
| アカデミー賞       | 2019年2月24日 | 編集賞     | パトリック・J・ドン・ヴィトー                                  | ノミネート | [ 26 ] |

## テレビ放送
| 回 | 放送日       | 放送時間（JST）   | 放送局     | 放送枠             | 備考                       |
| -- | ------------ | ----------------- | ---------- | ------------------ | -------------------------- |
| 1  | 2022年5月4日 | 水曜13:00 - 15:55 | テレビ東京 | 午後のロードショー | 地上波初放送、関東ローカル |
| 2  | 2024年3月8日 | 金曜20:00 - 22:27 | BS松竹東急 | よる8銀座シネマ    | ノーカット放送             |
| 3  | 2024年5月5日 | 日曜12:00 - 14:30 | BS松竹東急 |                    | ノーカット放送             |